# Euxoa mustelina
Euxoa mustelina là một loài bướm đêm thuộc họ Noctuidae. Nó được tìm thấy ở Thổ Nhĩ Kỳ, Iran, Armenia, Turkmenia, vùng Issyk-Kul, Ili, Saisan, dãy núi Altai và miền tây Xibia. Nó cũng được tìm thấy ở România.

## Hình ảnh

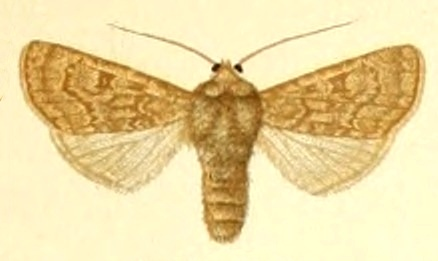

## Phụ loài
- Euxoa mustelina mustelina
- Euxoa mustelina centralis